# オプション2ビデオ
オプション2ビデオ（オプションツービデオ、OPTION 2 VIDEO、OPT2 VIDEO）は、三栄書房の子会社である株式会社サンプロスが販売していた、自動車愛好家向けセルビデオ。現在は販売を終了している。

## 概要
1992年に販売開始。Optionに対する初期のビデオオプションの立ち位置と同様、OPTION2のビデオ版という位置づけであったが、ユーザー視点の企画を多く行っていたOPTION2とは異なり、ビデオオプション以上にアンダーグラウンド色が強く、後述の「エロ企画」など過激な要素も見られた。そのため2000年に一度販売が中止（発売禁止処分とされる）されたが、2006年にOPTION2の2006年10月号の付録として復活を果たした。現在は販売されていない。

## 主な内容・企画
ゼロヨン
ゼロヨンの様子を映像に収めている。主にプロストック・GT-Rクラスの戦いぶりを特集しており、HKS・ガレージザウルス・アバンス名東・ガレージゼニタニなどといった、ドラッグ界では「大御所」と呼ばれているチューニングパーツメーカーやチューニングショップが参加している。さらにこれが発展し、ストリートでのゼロヨンを中心に扱った企画「SSS（スーパー・ストリート・シリーズ）」が生まれた。
- SSS（スーパー・ストリート・シリーズ）

ガレージザウルスの代表兼メカニック兼ドラッガーの「とっくりさん」こと林徳利（なるとし）が主役兼進行を務めるコーナー。企画自体は全国のストリートドラッガーの強豪たちを倒すという単純なものであったが、途中で林のマシンがクラッシュに遭ったり、稲田大二郎や野村謙らがゲスト出演したときには出動したパトカーにあえなく御用になりかけるなど、常に危険と隣り合わせの企画だった。
ドリフト
現レーシングドライバーの谷口信輝や、九州のベテランドリフター・丸田敏正らによる「突撃!! となりのドリフトステージ」「日本全国ドリフトキャノンボールの旅」といった企画を中心としていた。田中一弘や野村謙など、のちにD1グランプリのトップドライバーとなる人物も出演していた。また、「ドリフトアカデミー」「織戸モン吉のドリフトマシンチェック」も人気を博した。
- 突撃!!となりのドリフトステージ

主に谷口信輝が主役を張っていた企画。日本全国の峠に神出鬼没に出撃し、走り慣れていない場所にもかかわらず、谷口はそのドリフトセンスを生かして豪快なドリフトを決めていた。
- 日本全国ドリフトキャノンボール

丸田敏正を中心とした企画。九州は福岡県を発着点に、島根県→兵庫県→茨城県→宮城県（仙台ハイランド）→神奈川県→広島県と巡って、さまざまなマシンを乗りこなし各地のコースを走行した。宮城県では稲田大二郎の計らいでデモランを披露し、広島県では谷口信輝のハチゴーに同乗走行した。
- ドリフトアカデミー

先述した田中一弘に加え、圭オフィス社長の北原慎一と風間靖幸を迎えて実施されたドリフト特訓企画。「ドリフト養成ギプス」としてMoTeCの最新データ収拾機能を備えたマツダ・ユーノスロードスター（NA6CE）のボルトオンターボ仕様も用意された。現在D1グランプリで実況として活動している鈴木学も、このドリフトアカデミーの出身である。
- 織戸モン吉のドリフトマシンチェック

レーシングドライバーの織戸学の持ち企画。織戸が様々なチューニングが施されたドリ車を乗り比べ、パーツやセッティングの批評を行なっていた。
サンデーレース
初代OPTION2編集長であった斎藤政夫が立ち上げた「OPT2カップ（後のOPT2耐久レース）」が中心である。
- OPT2カップ

当時の編集長・斎藤政夫が立ち上げた「サンデーレーサーのためのサンデーレース」。馬力に合わせたクラス分けがなされ、ハチロクやシビックなどのライトウェイトスポーツカーを対象にした「クラスC」、シルビアやRX-7（FC3S）などのミドルウェイトスポーツカー向けの「クラスB」、GT-Rやスープラなどのハイパワーマシンに用意された「クラスA」、最終的には何でもありな「無制限クラス」が設けられた。その参加のしやすさからエントリー台数はかなり多かったと見られる。後に「OPT2耐久レース」に名称を変え、純粋な耐久レースとなった。
最高速
かつてのビデオオプションと同様に、最高速アタックの特集が多くなされていた。ダートオーバル専用車両での最高速アタックやシルビア最速を更新する挑戦など、ビデオオプション以上にバラエティーに富んだ内容となっていた。
FF車特集
かつてスポーティーなイメージの薄かったFF車の現状に活を入れるべく、編集部員のスターレット（EP82）フルチューンして400ps仕様にし、ターザン山田こと山田英二の駆る日産・スカイラインGT-R（BNR34）に最高速・周回レース・ゼロヨンで勝負を挑む企画が主だった。
エロ企画
オプション2ビデオを発禁の道に追い込んだとされる企画。キャンギャルの着替えを盗撮することから始まり、しだいに野球拳まがいのホッケー対決へとヒートアップしていった。また、「喘ぎ声コンテスト」では稲田大二郎と雨宮勇美が泣いて喜んだという。

## 発禁と復活
創刊当初からユーザー視点に立っていたOPTION2とは違い、オプション2ビデオはビデオオプション以上に徹底してアンダーグラウンド色を色濃くしていた。しかし先述のエロ企画などの過激な企画・特集が仇となったのか、2000年に遂に発売禁止処分が言い渡された。
しかしOPTION2・2006年10月号の付録にて、「OPT2ビデオ総集編　～発禁への道～」と題して復活を果たした。過去の映像が多数収録されているほか、ワイルド・スピードX3 TOKYO DRIFTのプロモーションムービーも収められている。